# Rhina Aguirre
Rhina Aguirre Amézaga (Tarija, 20 de mayo de 1939-ibidem, 30 de octubre de 2021) fue una activista sobre discapacidad, política y socióloga boliviana que se desempeñó como senadora por Tarija de 2010 a 2015.
Aguirre estudió para formarse como maestra mientras realizaba el noviciado en el Colegio Santa Ana. Aunque se retiró antes de hacer sus votos perpetuos, siguió influenciada por los conceptos de la teología de la liberación, que unía la doctrina cristiana con posiciones políticas de izquierda. Opositora de las dictaduras militares de las décadas de 1970 y 1980, Aguirre fue una de los primeros activistas del movimiento de derechos humanos del país.
Exiliada en Ecuador por el régimen de Luis García Meza, colaboró con el Ministerio Indígena de Leonidas Proaño y trabajó de cerca con las organizaciones campesinas y sociales del país. Cegada de ambos ojos por toxoplasmosis, Aguirre asumió la causa de los derechos de las personas con discapacidad, integrándose al Consejo Departamental de Personas con Discapacidad a su regreso a Bolivia. En 2009, se unió al Movimiento al Socialismo y fue elegida para representar a Tarija en el Senado, convirtiéndose en la primera persona ciega en la historia de Bolivia en ocupar un escaño parlamentario.

## Inicios y carrera

### Primeros años y educación
Rhina Aguirre nació el 20 de mayo de 1939 en Tarija, hija de Humberto Aguirre Aoiz, artesano joyero y veterano de la Guerra del Chaco de Sucre, y Lucía Amézaga de Ameller, camargueña. La mayor de tres hermanos, Aguirre pasó su infancia en relativa pobreza, criada principalmente por su padre y su madrastra, ya que su madre biológica murió cuando Aguirre tenía 5 años. El padre de Aguirre se ganaba la vida operando una pequeña relojería en la ciudad. Comunista, culto en las teorías del marxismo-leninismo, Humberto Aguirre inculcó en su hija un sentido de conciencia de clase y la educó sobre la necesidad de combatir la desigualdad social.

No entendí mucho de lo que decía [en ese momento] ... No me gustaba esa palabra (pelea). Me imaginaba esos espectáculos de lucha libre ... Mi papá me explicó que no se trataba de ese tipo de lucha, sino de movimiento y trabajo constante; me exhortó a leer, a informarme.
Rhina Aguirre

Aguirre cursó sus estudios primarios y secundarios en el Colegio Santa Ana, instituto religioso a cargo de un convento. Estudió educación allí y finalmente se unió al personal de la escuela como profesora y luego como directora. Durante este tiempo, Aguirre también realizó el noviciado, aunque finalmente optó por no hacer los votos perpetuos. Aun así, su experiencia con las monjas la llevó a convertirse en adherente de la teología de la liberación, que sintetizaba las creencias cristianas con valores ideológicos de izquierda. Ella aplicó estos conceptos a su profesión como educadora, convirtiéndose en una defensora de la educación alternativa y de adultos basada en la fe. En esa línea, también trabajó en la radio, colaborando con la Fundación Acción Cultural Loyola para producir programas educativos.

### Activismo político
En conjunto con sus otras actividades, Aguirre estudió sociología y practicó trabajo social. Una firme opositora de los gobiernos militares de la época, se convirtió en una de las primeras activistas en el naciente movimiento por los derechos humanos del país y fue miembro fundadora de la Asamblea Permanente de Derechos Humanos en 1970. Obligada a exiliarse por su activismo político contra el régimen de Luis García Meza, Aguirre se refugió en Ecuador, donde colaboró con el Ministerio Indígena del obispo Leonidas Proaño en Riobamba. Posteriormente, se mudó a Quito, donde trabajó junto a organizaciones campesinas y del movimiento social local. Radicada finalmente en Puyo, Aguirre fue incorporada como funcionaria pública a la Secretaría de Cultura del municipio. Por esta época, Aguirre contrajo toxoplasmosis, una enfermedad parasitaria transmitida por gatos. Para 1983, la condición la había dejado completamente ciega de ambos ojos.
Con el restablecimiento de la democracia en Bolivia, Aguirre regresó a Tarija, donde nuevamente se dedicó al activismo en el campo de los derechos humanos. En ausencia de las dictaduras militares de extrema derecha de las décadas de 1970 y 1980, muchos de los activistas de derechos humanos de Bolivia se reorientaron en oposición a la economía neoliberal de los nuevos gobiernos democráticos, que desmantelaron muchos de los servicios sociales estatales del país. Por su parte, Aguirre centró sus esfuerzos en los derechos de las personas con discapacidad, incorporándose al Consejo Departamental de Personas con Discapacidad en el año 2000, donde se desempeñó como jefa de salud y educación de la organización.

## Cámara de Senadores

### Elección
En 2009, el reconocimiento público a su labor llevó al Movimiento Al Socialismo (MAS-IPSP) a invitar a Aguirre para sumarse a la lista de candidatos del partido en el departamento de Tarija, ubicado al sur de Bolivia. Aunque inicialmente vacilante, Aguirre aceptó la postulación y fue elegida junto al cantante Juan Enrique Jurado como uno de los dos senadores del MAS por ese departamento. Al hacerlo, se convirtió en la primera persona ciega en ocupar un escaño parlamentario en la historia de Bolivia.

### Mandato
A lo largo de su mandato senatorial, Aguirre continuó impulsando legislación a favor de las personas con discapacidad, acciones que dieron sus frutos con la aprobación en 2012 de la Ley General de las Personas con Discapacidad, que promovió el acceso del sector al empleo, la igualdad de oportunidades y la inclusión social. Al concluir su mandato, Aguirre no fue nominada a la reelección, pero se mantuvo activa en la política, ocupando la vicepresidencia de la filial en Tarija del MAS durante algún tiempo.

### Asignaciones de comisiones
- Comisión de Constitución, Derechos Humanos, Legislación y Régimen Electoral
  - Comisión de Constitución, Legislación e Interpretación Legislativa y Constitucional (Secretaria: 2011–2012)[15]
- Comisión de Organización Territorial del Estado y Autonomías (Presidente: 2013–2015)[16][17]
- Comisión de Pueblos y Naciones Indígenas Originarios Rurales e Interculturalidad (Presidente: 2010–2011)[18]
- Comisión de Política Social, Educación y Salud
  - Comité de Educación, Salud, Ciencia, Tecnología y Deportes (Secretaria: 2012–2013)[19]

## Vida personal y muerte
Mientras estaba en el exilio, Aguirre conoció a Carlos Samaniego, un sociólogo ecuatoriano de Loja, con quien se casó. Partidario del Partido Comunista del Ecuador, Samaniego acompañó a su esposa en su regreso a Bolivia, donde se unió al MAS; en 2010 fue designado Defensor del Pueblo de Tarija y posteriormente se desempeñó como Coordinador Departamental del Ministerio de Autonomías en Tarija. A causa de su toxoplasmosis, Aguirre sufrió varios abortos en sus intentos de tener hijos, situación que la llevó a optar por la adopción. Su hijo, Carlos Saúl Samaniego, nació en Vilcabamba y estudió ingeniería industrial en Ecuador.
Aguirre murió el 30 de octubre de 2021, a los 82 años. Su fallecimiento fue conmemorado por la Cámara de Senadores, que emitió un reconocimiento oficial póstumo a su labor dos días después de su muerte.

## Historia electoral
| Año                                                       | Cargo    | Partido | Partido                  | Votos   | Votos  | Votos | Resultado | Ref.         |
| Año                                                       | Cargo    | Partido | Partido                  | Total   | %      | P.    | Resultado | Ref.         |
| --------------------------------------------------------- | -------- | ------- | ------------------------ | ------- | ------ | ----- | --------- | ------------ |
| 2009                                                      | Senadora |         | Movimiento al Socialismo | 114 577 | 51.09% | 1.º   | Ganadora  | [ 25 ] [ α ] |
| Fuente: Órgano Electoral Plurinacional \| Atlas Electoral |          |         |                          |         |        |       |           |              |